# Форт Сем Х'юстон

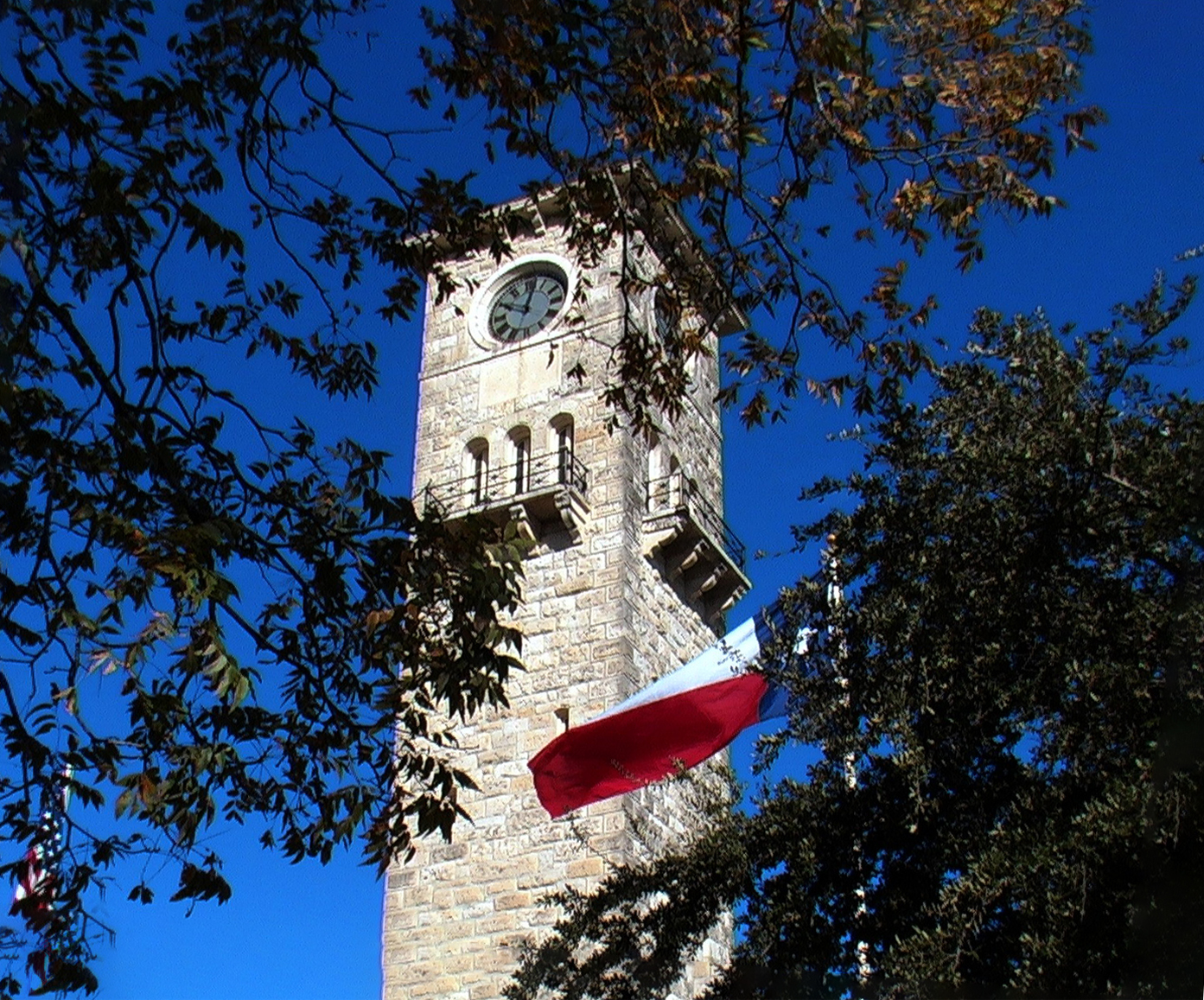
Вежа з годинником на території Форт Сем Х’юстон (збудовано в 1876 році).

Форт Сем Х’юстон  (англ. Fort Sam Houston) — комплекс установ, що становлять один з найбільших сухопутних військово-медичних центрів США. Заснований у 1876 році.
Нині Форт Сем Х’юстон з усіх боків оточений територією сучасного міста Сан-Антоніо (Техас, США). Тут знаходиться великий шпиталь (BAMC), серед клінічних підрозділів якого світову популярність має опікове відділення. На території Форт Сем Х'юстона розташовується велика кількість навчальних закладів, в яких готується молодший та середній медичний персонал для армії США, є курси підвищення кваліфікації для військових лікарів. Крім того, Форт Сем Х’юстон має науково-дослідний інститут Досліджень в хірургії, багату бібліотеку, два військово-історичні медичні музеї, велике число казарм, гуртожитків, спортивних споруд, магазинів для військовослужбовців, будинок для пристарілих військових медиків, дошкільні дитячі заклади, школу для дітей службовців. На території Форт Сем Х'юстона знаходиться велике військове кладовище, на якому поховані військові медики, в тому числі загиблі під час військових дій.